# Xa Thi Mạn
Xa Thi Mạn (tiếng Trung: 佘詩曼, tiếng Anh: Charmaine Sheh Sze-man; sinh ngày 28 tháng 5 năm 1975) là một nữ diễn viên, người dẫn chương trình kiêm ca sĩ người Hồng Kông. Cô từng là diễn viên độc quyền của hãng TVB.

## Tiểu sử và sự nghiệp
Xa Thi Mạn lúc nhỏ học trường nữ sinh Hiệp Ân Trung Học, cho đến năm lớp 11 mới đi du học Thụy Sĩ chuyên ngành quản lý khách sạn tại Học viện Quản trị Khách sạn Quốc tế Thụy Sĩ và tốt nghiệp vào năm 1994. Trước đây Xa Thi Mạn từng có ý định làm giáo viên mầm non vì cô rất thích trẻ em, nhưng mẹ đã khuyên cô đi thi Hoa hậu Hồng Kông 1997 và đạt danh hiệu Á hậu 2. Với danh hiệu này, cô đại diện cho Hồng Kông tại cuộc thi Hoa hậu Quốc tế nhưng không đạt thành tích.
Tháng 10 năm 1997, Xa Thi Mạn gia nhập TVB, mở ra một con đường sự nghiệp sáng chói của một Hoa đán xuất sắc nhất. Từ ngày mới vào làng giải trí, Xa Thi Mạn bắt đầu được phân phối làm MC và thực hiện những nghĩa vụ của Á hậu Hồng Kông. Do Xa Thi Mạn không phải xuất thân từ lớp đào tạo cũng chưa từng trải qua bất kì sự huấn luyện nào về diễn xuất nên TVB đã sắp xếp cho cô tham gia bộ phim Long hổ tranh hùng để rèn luyện về mặt diễn xuất. Hoàn thành vai diễn trong Long hổ tranh hùng, Xa Thi Mạn chính thức tham gia phim Tuyết sơn phi hồ. Lúc đó diễn xuất còn non nớt, Xa Thi Mạn đã nhận không ít lời phê bình về giọng nói nhút nhát và diễn xuất cứng đơ. Thời ấy, Xa Thi Mạn thường bị gắn mác "bình hoa di động".
Để khắc phục về tiếng nói lẫn diễn xuất của mình, Xa Thi Mạn ngày đêm khổ luyện, mỗi ngày cô lấy báo ra tập đọc và tỉ mỉ cố gắng tập diễn xuất, thậm chí có ngày cô chỉ ngủ một tiếng đồng hồ. Tính kiên trì của cô là do hoàn cảnh thời thơ ấu tạo nên. Xa Thi Mạn mồ côi cha vào năm cô 5 tuổi sau một vụ tai nạn giao thông. Mẹ cô phải nuôi lớn ba đứa con, lại phải giải quyết những vấn đề của công ty mậu dịch xuất khẩu mà chồng bà để lại nên cuộc sống vô cùng khó khăn. Mãi cho đến khi nhận được tiền bảo hiểm, tình hình kinh tế của gia đình mới có thể cải thiện. Giai đoạn đó đã để lại dấu ấn sâu sắc trong tâm trí Xa Thi Mạn. Từ đó, dù gặp bất kì hoàn cảnh khó khăn đến mấy cô cũng đối mặt với tinh thần không bao giờ nói hai từ "thất bại". Nhờ vậy, Xa Thi Mạn đã khắc phục được những vấn đề này và đã tạo ra một bước đột phá trong bộ phim Đường về hạnh phúc. Và cũng từ đó, tên tuổi của Xa Thi Mạn ngày càng được công chúng chú ý và quan tâm.
Với việc tham gia nhiều bộ phim như Bích Huyết Kiếm, Tân Ỷ Thiên Đồ Long Ký, Hương Đồng Gió Nội, Trường Bình Công Chúa,... đặc biệt là Thâm Cung Nội Chiến đã giúp Xa Thi Mạn khẳng định diễn xuất của mình. Hàng loạt tác phẩm được đầu tư với kinh phí cao và đạt được những thành công rực rỡ như Thâm cung nội chiến, Phụng hoàng lâu, Cung tâm kế, Công chúa giá đáo,... Xa Thi Mạn luôn là cái tên được nhắc đến và nhận được sự quan tâm nhiều nhất của làng giải trí Hồng Kông. Kể từ thành công vang dội của bộ phim Thâm cung nội chiến năm 2004 (tạo cơn sốt mạnh mẽ khi trình chiếu ở Trung Quốc với hơn 200 triệu lượt xem), Xa Thi Mạn đã nâng tên tuổi của mình lên một tầm cao mới.
Năm 2006, Xa Thi Mạn trở thành nữ diễn viên TVB đầu tiên giành được hai giải thưởng lớn trong một lễ trao giải Giải Thường niên TVB khi đoạt cả hai giải Nữ diễn viên chính xuất sắc nhất và Nhân vật truyền hình nữ được yêu thích nhất với các vai diễn trong Phụng Hoàng Lâu.
Xa Thi Mạn là nữ diễn viên truyền hình Hồng Kông đầu tiên lọt vào bán kết hạng mục Nữ diễn viên chính xuất sắc nhất tại Giải Emmy Quốc tế lần thứ 35 vào năm 2007. Năm 2011, cô được trao giải Nữ diễn viên chính xuất sắc nhất tại Giải thưởng Truyền hình Châu Á với vai diễn Công chúa Chiêu Dương trong Công chúa giá đáo.
Hiện nay, Xa Thi Mạn là một trong những diễn viên Hồng Kông có mức thù lao cao nhất tại thị trường Đại Lục. Ngoài ra, Xa Thi Mạn còn được mệnh danh là nữ hoàng quảng cáo vì cô luôn là gương mặt đại diện phát ngôn cho nhiều sản phẩm trong nước.
Với vẻ đẹp đậm chất Á Đông mang chút nét thuần khiết, nhu mì, mặn mà pha chút dịu dàng cùng một chút hơm hớm hiện đại, Xa Thi Mạn cho thấy mình phù hợp với mọi thể loại phim và mọi vai diễn khác nhau. Từ một "nữ hoàng cổ trang" trong những phim kiếm hiệp, cổ trang kỳ tình, cung đấu đến những vai diễn trong phim hiện đại, Xa Thi Mạn đã chứng tỏ được cô là một diễn viên tài năng bậc nhất trên màn ảnh Hồng Kông và màn ảnh Hoa ngữ. Với sự xuất sắc của mình, Xa Thi Mạn được công chúng đặt cho biệt danh "Nhất tỷ TVB".
Hiện nay, Xa Thi Mạn đã rời TVB (2016) sang Đại Lục lập nghiệp và đang tạo tiếng vang lớn tại đây với diễn xuất xuất thần của mình trong vai diễn Nhàn Phi (Kế hoàng hậu) của bộ phim cung đấu hot nhất màn ảnh Hoa ngữ năm 2018 Diên Hi công lược. Tuy nhiên, dù đã đạt được những thành công vang dội nhưng Xa Thi Mạn vẫn luôn phấn đấu cho sự nghiệp diễn xuất của mình và luôn tạo sự cuốn hút với khán giả bằng vẻ đẹp mặn mà cùng lối diễn xuất tinh tế, thông minh và sáng tạo qua từng vai diễn.

## Đời tư
Xa Thi Mạn là thành viên của nhóm "Thất tỷ muội" - hội bạn thân thiết nổi tiếng showbiz khi mỗi người đều là những người có thành tựu và cống hiến không ít cho màn ảnh nhỏ TVB. Thành viên của nhóm này gồm 7 diễn viên: Xa Thi Mạn, Diêu Lạc Di, Lương Tịnh Kỳ, Văn Tụng Nhàn, Thang Doanh Doanh, Chung Lệ Kỳ và Châu Gia Úy.
Đặc biệt trong số này, Xa Thi Mạn là nữ diễn viên thành công nhất và cũng là người duy nhất còn độc thân.
Câu nói nổi tiếng: You can get nothing for free [There's no free lunch] (Không có gì là miễn phí).

## Các phim tham gia

### Phim điện ảnh
| Năm  | Tên Phim                                                                                    | Vai Diễn                       | Ghi chú            |
| ---- | ------------------------------------------------------------------------------------------- | ------------------------------ | ------------------ |
| 2000 | Trận Chiến Hoàn Hảo Bào Mã Địa Đích Nguyệt Quang 跑馬地的月光 Perfect Match                 | Irene Diệp A Viện 葉阿媛       |                    |
| 2001 | Mặt Trăng Trường Đua Nguyệt Mãn Bão Tây Hoàn 月滿抱西環 Blue Moon                           | Moon Vương Mĩ Mãn 王美滿       |                    |
| 2002 | Phiêu Hốt Nam Nữ 飄忽男女 Love is Butterfly                                                 | Dương Tuyết Bích 楊雪碧        |                    |
| 2003 | Viên Đạn Cuối Cùng Nhiệt Huyết Thư Kích 熱血狙擊 The Final Shot                             | Kiwi Marshall                  |                    |
| 2007 | Đầu Bếp Mỹ Nữ Mỹ Nữ Thực Thần 美女食神 The Lady Iron Chef                                   | Ceci Tiêu A Thi 蕭阿詩         | Nữ chính           |
| 2010 | 72 Khách Trọ 72 Gia Tô Khách 72家租客 72 Tenants of Prosperity                              | Cô tám 八姑                    | Khách mời đặc biệt |
| 2011 | Cuộc Hẹn Sau Ly Hôn Nhân Ước Ly Hôn Hậu 人約離婚後 Love Is The Only Answer                  | Bobo Bảo 寶                    | Nữ chính           |
| 2014 | Khi Tình Yêu Đến Ái Tình Lai Đích Thì Hậu 愛情來的時候 A Time of Love                       | Crystal                        | Vai chính          |
| 2015 | Bao La Vùng Trời (bản điện ảnh) Xung Thượng Vân Tiêu 衝上雲霄 Triumph In The Skies          | Cassie Phan Gia Thi 潘家詩     | Vai chính          |
| 2015 | Đường Về Hạnh Phúc Thập Nguyệt Sơ Ngũ Đích Nguyệt Quang 十月初五的月光 Retrun of the Cuckoo | Chúc Quân Hảo 祝君好           | Nữ chính           |
| 2016 | Khi Tình Yêu Đến 2 Ái Tình Lai Đích Thì Hậu II 愛情來的時候II A Time Of Love II             | Crystal                        | Vai chính          |
| 2016 | Sứ Mệnh Nội Gián (Sứ Đồ Hành Giả bản điện ảnh) 使徒行者 Line Walker                         | Đinh Tiểu Gia (Đinh Tỷ) 丁小嘉 | Nữ chính           |
| 2017 | Giao Lộ Âm Dương 常在你左右 Always Be With You                                              | A Tư 阿思                      |                    |
| 2018 | Đặc Vụ Bất Chấp Đống Đốc Đặc Công 棟篤特工 Agent Mr Chan                                    | Shek Xa Hương 佘香             | Nữ chính           |
| 2018 | Tiết Mật Hành Giả Tiết Mật Giả 洩密者 The Leakers                                           | Carlyn Nguyễn Gia Lam 阮嘉嵐   | Nữ chính           |
| 2018 | Siberia Phong Vân Tây Bá Lợi Á Phong Vân 西伯利亞風雲                                       | An Lan 安瀾                    | Nữ chính           |
| 2018 | Huynh Đệ Hoàng Kim Hoàng Kim Huynh Đệ 黃金兄弟 Golden Job                                   | Bác sĩ Châu (Zoe) 周醫生       | Khách mời đặc biệt |

### Phim truyền hình
là phim TVB
     là phim Trung Quốc đại lục
| Năm  | Tên Phim                                      | Tên Tiếng Anh                                | Vai Diễn                                                    |
| ---- | --------------------------------------------- | -------------------------------------------- | ----------------------------------------------------------- |
| 1998 | Long Hổ tranh hùng                            | Time Off                                     | Mạch Uyển Nghi                                              |
| 1999 | Tuyết sơn phi hồ                              | The Flying Fox of the Snowy Mountain         | Miêu Nhược Lan                                              |
| 1999 | Hồ sơ trinh sát 4                             | Detective Investigation Files IV             | Văn Uyển Lan (Amen)                                         |
| 2000 | Ỷ Thiên Đồ Long Ký                            | The Heavenly Sword and the Dragon Sabre      | Chu Chỉ Nhược                                               |
| 2000 | Đường về hạnh phúc                            | Return of the Cuckoo                         | Chúc Quân Hảo                                               |
| 2000 | Khí phách anh hùng (Bích Huyết Kiếm)          | Crimson Sabre                                | Công Chúa Trường Bình/A Cửu                                 |
| 2000 | Vẻ đẹp bị đánh cắp                            | Love Is Beautiful                            | Sở Sở (vai cameo)                                           |
| 2001 | Hương đồng gió nội                            | Country Spirit                               | Lê Thuận Phong                                              |
| 2001 | 7 chị em                                      | Seven Sisters                                | Huỳnh Ngọc Trâm                                             |
| 2002 | Mối tình thủy chung                           | An Herbalist Affair                          | Ngô Thiện Như (Ruby)                                        |
| 2002 | Ngọn lửa trắng                                | The White Flame                              | Úc Thái Linh                                                |
| 2002 | Nhân chứng                                    | Witness to a Prosecution II                  | Nguyễn Ngọc Châu                                            |
| 2003 | Trường Bình công chúa                         | Perish in the Name of Love                   | Công Chúa Trường Bình                                       |
| 2003 | Tuổi trung niên                               | Life Begins at 40                            | Quan Tử Kỳ (Kelly)                                          |
| 2003 | Càn Long du Giang Nam                         | Empress, Emperor down Jiangnan               | Hoàng Hậu Tử Hà                                             |
| 2003 | Thiếu Gia Vùng Tây Quan                       | Point of No Return                           | Hà Song Hỷ                                                  |
| 2003 | Bay Cùng Em                                   | Carry Me Fly and Walk Off                    | Tần Phương                                                  |
| 2004 | Những Thiên Sứ Vô Danh                        | Angels of Mission                            | Diêu Lệ Hoa                                                 |
| 2004 | Thâm Cung Nội Chiến                           | War and Beauty                               | Đổng Giai Nhĩ Thuần                                         |
| 2005 | Chiêu Thức Võ Thuật                           | Strike at Heart                              | Tiểu Kính                                                   |
| 2005 | Gia Vị Cuộc Sống                              | Food For Life (Yummy Yummy)                  | Châu Văn Hy                                                 |
| 2005 | Đội Cứu Hộ Trên Không                         | Always Ready                                 | Khang Hữu Lam (Carrie)                                      |
| 2006 | Phúc Vũ Và Phiên Vân                          | Lethal Weapons of Love and Passion           | Tần Mộng Dao                                                |
| 2006 | Bão Cát                                       | Dance of Passion                             | Gia Xuân Phân                                               |
| 2006 | Phụng Hoàng Lâu                               | Maiden's Vow                                 | Ngụy Du Phụng Uông Tử Quân Bạch Tuệ Trân (Jenny) Đới Tư Gia |
| 2006 | Hạt Ngọc Phương Đông                          | Glittering Days                              | Chu Ngọc Lan                                                |
| 2007 | Vòng Xoay Cuộc Đời (Tuế Nguyệt Phong Vân)     | The Drive of Life                            | Vinh Tú Phong                                               |
| 2007 | Nữ Trạng Tài Danh                             | Word Twisters' Adventures                    | Nạp Lan Thanh Thanh                                         |
| 2008 | Bằng Chứng Thép 2 (Pháp Chứng Tiên Phong 2)   | Forensic Heroes 2                            | Mã Quốc Anh (Bell)                                          |
| 2008 | Quyền Lực Của Đồng Tiền                       | When Easterly Showers Fall On The Sunny West | Diệp Hướng Tình                                             |
| 2009 | Kẻ Đánh Thuê                                  | You're hired                                 | Lâm Miêu Miêu                                               |
| 2009 | Cung Tâm Kế                                   | Beyond the Realm of Conscience               | Lưu Tam Hảo                                                 |
| 2009 | Thiên Và Địa                                  | When Heaven Burns                            | Diệp Tử Ân                                                  |
| 2010 | Công Chúa Giá Đáo                             | Can't buy me love                            | Chiêu Dương Công Chúa                                       |
| 2010 | Thẩm Tử Quan (Tân Trạng Sư Tống Thế Kiệt)     | Justice, My Foot                             | Vạn Trung Vô Nhất                                           |
| 2011 | Đới Đao Nữ Bổ Khoái                           | Female Detective Knives                      | Liễu Minh Nguyệt                                            |
| 2011 | Thế giới Của Hoa Gia Tỷ                       | My Sister Of Eternal Flower                  | Hoa Lệ Châu                                                 |
| 2012 | Sóng Gió Nguyên Triều (Kiến Nguyên Phong Vân) | The Legend Of Yuan Empire Founder            | Hoàng Hậu Sát Tất                                           |
| 2012 | Tứ Giác Tình Yêu                              | 4 In Love                                    | Đồng Ái Dao (Chloe)                                         |
| 2012 | Gả Vào Nhà Hào Môn                            | Marry Into The Purple                        | Thẩm Doanh Tú                                               |
| 2014 | Khi Tình Yêu Đến (Phim Tết TVB)               | A Time Of Love                               | Crystal                                                     |
| 2014 | Sứ Đồ Hành Giả                                | Line Walker                                  | Đinh Tiểu Gia                                               |
| 2016 | Khi Tình Yêu Đến II                           | A Time Of Love II                            | Crystal                                                     |
| 2017 | Ván Bài Định Mệnh                             | Bet Hur                                      | Thi Tiểu Đông                                               |
| 2018 | Những Kẻ Ba Hoa                               | My Ages Apart                                | Leng Lui                                                    |
| 2018 | Diên Hi Công Lược                             | The Story Of Yanxi Palace                    | Huy Phát Na Lạp Thục Thận                                   |
| 2020 | Bên Tóc Mai Không Phải Hải Đường Hồng         | Winter Begonia                               | Phạm Tương Nhi                                              |
| 2020 | Yến Vân Đài                                   | The Legend of Xiao Chuo                      | Tiêu Hồ Liễn                                                |
| 2023 | Nữ Hoàng Tin Tức                              | The Queen of News                            | Văn Tuệ Tâm (Man)                                           |
| 2024 | Các Cô Ấy Của Hôm Nay                         | Fry Me To The Moon                           | Lương Thanh Nhiên                                           |
| 2024 | Người Thừa Kế Gia Tộc (Danh Tiếng Gia Tộc 2)  | Heir To The Throne                           | Khâu Hạo Nhi (Charlotte)                                    |

## Âm nhạc
| Tên Tiếng Hoa  | Tên Tiếng Anh                      | Phim                              | Cùng Với                              |
| -------------- | ---------------------------------- | --------------------------------- | ------------------------------------- |
| 帝女芳魂       | The Fragrance of the Princess Soul | Trường Bình Công Chúa             | Mã Tuấn Vỹ                            |
| 星星的加冕     | Crowning of Stars                  | Cung Tâm Kế Phiên Bản "Trẻ Em"    |                                       |
| 與朋友共       | With Friends                       | Gia Vị Cuộc Sống                  | Lâm Phong, Trịnh Gia Dĩnh Và Dương Di |
| 黃沙中的戀人   | Lovers of the Golden Sands         | Bão Cát                           |                                       |
| 出走的公主     | Runaway Princess                   | Phim Thái Lan Runaway Princess    |                                       |
| 蝶變           | Butterfly Changes                  | Phụng Hoàng Lâu                   |                                       |
| 禁戀           | Forbidden Love                     | Phụng Hoàng Lâu                   |                                       |
| 等你           | Waiting For You                    | Bằng Chứng Thép 2                 |                                       |
| 陪你哭也只得我 | I Am the Only One to Cry with You  | Quyền Lực Của Đồng Tiền           | Mã Đức Chung                          |
| 風車           | Pinwheel                           | Cung Tâm Kế                       |                                       |
| 前排位置       |                                    | 佘詩曼 Charmaine Sheh Official MV |                                       |

## Game show
| Năm  | Tên                                             | Tập       | Những Nghệ sĩ Khác | Người Thắng Cuộc           |
| 1997 | Chưởng Môn Nhân Phần 2: Movie Buff Championship | 18        | Quách Thiếu Vân, Lương Vinh Trung, Shen Yu, Ngô Quốc Kính, Chu Ân | Xa Thi Mạn                 |
| 2000 | Chưởng Môn Nhân                                 | 06        | Trương Trí Lâm, Thái Nhất Trí, Diêu Lạc Di, Nguyên Hoa, Giang Hy Văn                                                                                                   | Xa Thi Mạn, Trương Trí Lâm |
| 2002 | Chưởng Môn Nhân Phần 6                          | 03        | Hồng Thiên Minh, Huỳnh Đức Bân, Xa Uyển Uyển, Nguyễn Triệu Tường, Mai Tiểu Huệ                                                                                         | Nguyễn Triệu Tường         |
| 2004 | Chưởng Môn Nhân                                 | 07        | Đào Đại Vũ, Quách Khả Doanh, Trương Đạt Minh, Vương Thanh, Trần Tùng Linh                                                                                              | Xa Thi Mạn, Đào Đại Vũ     |
| 2007 | Vị phân cao thấp                                | 19, 20    | Tiền Gia Lạc, Lương Hán Văn, Dương Tranh | Xa Thi Mạn, Tiền Gia Lạc   |
| 2008 | Super Trio Supreme                              | 01        | Huỳnh Tông Trạch, Miêu Kiều Vỹ, Mai Tiểu Huệ, Đặng Triệu Tôn, Điền Nhụy Ni, Khâu Uyển Đĩnh, Trịnh Tinh Đình, Vương Linh Bội                                            | Xa Thi Mạn, Mai Tiểu Huệ   |
| 2009 | Ai Thông Minh Hơn Học Sinh Lớp Năm              | 05, 06    | | HK$175,000 (Câu 8/11)      |
| 2010 | Chưởng Môn Nhân                                 | 20        | Trần Hào, Mã Quốc Minh, Huỳnh Hạo Nhiên, Lý Hương Cầm, Nguyễn Triệu Tường, Lý Thi Vận, Tạ Tuyết Tâm, Lý Quốc Lân, Tiêu Chính Nam, Diêu Tử Linh, Trần Tự Dao, Lý Tư Hân | Hòa                        |
| 2011 | All Star Glam Exam                              | 08        | Trịnh Y Kiện, Cát Dân Huy, Trần Pháp Lạp | Xa Thi Mạn                 |
| 2013 | Chưởng Môn Nhân: Cuộc Chiến Giữa Baby Và Phi Hổ | 22        | Mã Đức Chung, La Trọng Khiêm, Lương Liệt Duy, Văn Tụng Nhàn, Hồng Thiên Minh, Thang Doanh Doanh, Chung Lệ Kỳ, Lương Tịnh Kỳ, Viên Vỹ Hào                               | Hòa                        |
| 2018 | Happy camp                                      | 18/8/2018 | Tần Lam, Ngô Cẩn Ngôn, Hứa Khải, Lưu Duy , Lưu Diệc Quân | Hòa                        |
| 2020 | 看我的生活                                      | FULL      | Mã Tư Thuần, Hoàng Minh Hạo, Vương Đại Lục, Lâm Doãn, Lý Duy Gia |                            |

## Giải thưởng
| Năm  | Giải thưởng | Tác Phẩm Đề Cử                        | Kết Quả   | Chú Thích |
| ---- | --- | ------------------------------------- | --------- | --------- |
| 1997 | Á hậu 2 Cuộc thi Hoa hậu Hồng Kông Năm 1997 |                                       | Đoạt giải |           |
| 2000 | Nhân vật được yêu thích TVB 33rd | Đường về hạnh phúc                    | Đoạt giải |           |
| 2000 | Giải Cặp Đôi được yêu thích TVB 33rd với Trương Trí Lâm | Đường về hạnh phúc                    | Đoạt giải |           |
| 2001 | Nhân vật được yêu thích TVB 34th | Hương đồng gió nội                    | Đoạt giải |           |
| 2002 | Giải Next TV Awards Hạng 10 |                                       | Đoạt giải |           |
| 2003 | Hong Kong MSN Messenger Dream Lover Ranking: Nữ diễn viên truyền hình được yêu thích Hạng 1                                                                                         |                                       | Đoạt giải |           |
| 2003 | Giải Next TV Awards Hạng 10 |                                       | Đoạt giải |           |
| 2003 | Nhân vật được yêu thích TVB 36th | Khí phách anh hùng                    | Đoạt giải |           |
| 2004 | Giải Next TV Awards Hạng 6 |                                       | Đoạt giải |           |
| 2004 | Hong Kong Filmart: Top 5 Nữ Diễn viên Có Khả Năng Tài chính: Hạng 3 |                                       | Đoạt giải |           |
| 2004 | Nhân vật được yêu thích TVB 37th | Thâm cung nội chiến                   | Đoạt giải |           |
| 2004 | Metro Radio Black and White Television Characters Awards: White Award #1 | Thâm cung nội chiến                   | Đoạt giải |           |
| 2004 | Malaysia Astro TV Drama Award: Giải Nhân vật được yêu thích | Khí phách anh hùng                    | Đoạt giải |           |
| 2005 | Giải Next TV Awards Hạng 4 |                                       | Đoạt giải |           |
| 2005 | Malaysia Astro TV Drama Award: Nữ Diễn viên được yêu thích nhất | Thâm cung nội chiến                   | Đoạt giải |           |
| 2005 | Malaysia Astro TV Drama Award: Giải Nhân vật được yêu thích | Thâm cung nội chiến                   | Đoạt giải |           |
| 2005 | Malaysia Astro TV Drama Award: Cặp Đôi được yêu thích nhất | Thiếu gia vùng Tây Quan               | Đoạt giải |           |
| 2006 | Hong Kong Metro Radio: Top 10 Nghệ sĩ Truyền hình |                                       | Đoạt giải |           |
| 2006 | Giải Next TV Awards Hạng 9 |                                       | Đoạt giải |           |
| 2006 | Malaysia Astro TV Drama Award: Giải Nhân vật được yêu thích | Gia vị cuộc sống                      | Đoạt giải |           |
| 2006 | China TV Drama Award: Nữ Diễn viên Hong Kong nổi tiếng nhất |                                       | Đoạt giải |           |
| 2006 | Nữ Diễn viên chính xuất sắc nhất TVB 39th | Phụng hoàng lâu                       | Đoạt giải |           |
| 2006 | Nhân vật nữ được yêu thích TVB 39th | Phụng hoàng lâu                       | Đoạt giải |           |
| 2006 | Giải Nghệ sĩ Thường Niên: Nữ Diễn viên được yêu thích - Giải Vàng |                                       | Đoạt giải |           |
| 2006 | Giải Nghệ sĩ Thường Niên: Ca Sĩ Mới được yêu thích - Giải Đồng |                                       | Đoạt giải |           |
| 2006 | China Eric Tom "Hero" Award: Tứ Đại Hoa Đán Trung Quốc |                                       | Đoạt giải |           |
| 2007 | Giải Next TV Awards Hạng 1 |                                       | Đoạt giải |           |
| 2007 | Giải Next TV Awards: Philips Ngôi Sao Phi Phàm |                                       | Đoạt giải |           |
| 2007 | Hong Kong Spa Treatment Award: Thân hình hoàn hảo nhất |                                       | Đoạt giải |           |
| 2007 | Hong Kong TVB Children's Song Award - Top 10 Ca Khúc Thiếu được yêu thích | Crowning of Stars 星星的加冕          | Đoạt giải |           |
| 2007 | Hong Kong TVB Children's Songs Award - Giải Vàng | Crowning of Stars 星星的加冕          | Đoạt giải |           |
| 2007 | Giải Ca Khúc Thiếu Nhi Metro - Bài Hát được yêu thích nhất | Crowning of Stars 星星的加冕          | Đoạt giải |           |
| 2007 | Giải Ca Khúc Thiếu Nhi Metro - Top 10 Ca Khúc Thiếu được yêu thích | Crowning of Stars 星星的加冕          | Đoạt giải |           |
| 2007 | Giải Ca Khúc Thiếu Nhi Metro - Nữ Ca Sĩ xuất sắc nhất | Crowning of Stars 星星的加冕          | Đoạt giải |           |
| 2007 | Star Award - Nữ Diễn viên Hong Kong được yêu thích nhất |                                       | Đoạt giải |           |
| 2007 | Singapore i-Weekly Magazine - Nữ Diễn viên Hong Kong được yêu thích nhất Hạng 2 |                                       | Đoạt giải |           |
| 2007 | Hong Kong TVB Award - Long Service Award |                                       | Đoạt giải |           |
| 2008 | Malaysia Astro TV Drama Award: Giải Nhân vật được yêu thích | Bão cát                               | Đoạt giải |           |
| 2008 | Top 6 Nữ Diễn viên nổi tiếng nhất do Hong Kong-Asia Film Financing Forum bình chọn                                                                                                  |                                       | Đoạt giải |           |
| 2008 | Giải Next TV Awards Hạng 5 |                                       | Đoạt giải |           |
| 2008 | Giải Next TV Awards: Làn Da Đẹp Nhất |                                       | Đoạt giải |           |
| 2008 | Singapore i-Weekly Magazine - Nữ Diễn viên Hong Kong được yêu thích nhất Hạng 1 |                                       | Đoạt giải |           |
| 2008 | Yahoo Buzz Award - Nữ Diễn viên Được Tìm Kiếm Nhiều Nhất |                                       | Đoạt giải |           |
| 2008 | Annual Golden TVS Award - Nữ Diễn viên Hong Kong/Đài Loan nổi tiếng nhất |                                       | Đoạt giải |           |
| 2009 | Malaysia Astro WLT TV Drama Award: Giải Nhân vật được yêu thích | Vòng xoay cuộc đời                    | Đoạt giải |           |
| 2009 | Malaysia Astro WLT TV Drama Award: Nụ Hôn Màn Bạc được yêu thích nhất với Lâm Phong                                                                                                 | Vòng xoay cuộc đời                    | Đoạt giải |           |
| 2009 | Giải Next TV Awards Hạng 8 |                                       | Đoạt giải |           |
| 2009 | Giải Next TV Awards: Philips Ngôi Sao Toàn Năng |                                       | Đoạt giải |           |
| 2010 | Singapore StarHub TVB Award: Nữ Diễn viên xuất sắc nhất | Bằng chứng thép II                    | Đoạt giải |           |
| 2010 | Singapore StarHub TVB Award: Nhân vật nữ được yêu thích | Bằng chứng thép II                    | Đoạt giải |           |
| 2010 | Liên hoan Phim truyền hình Quốc tế Seoul: Diễn viên Hong Kong được yêu thích nhất                                                                                                   | Cung tâm kế                           | Đoạt giải |           |
| 2010 | Giải Next TV Awards Hạng 3 |                                       | Đoạt giải |           |
| 2010 | Power Academy Award: Nữ diễn viên truyền hình nổi bật | Công chúa giá đáo                     | Đoạt giải |           |
| 2010 | Cosmopolitan Fun Fearless Awards, TV Personality of the Year |                                       | Đoạt giải |           |
| 2010 | Nhân vật nữ được yêu thích TVB 43th | Công chúa giá đáo                     | Đoạt giải |           |
| 2010 | Malaysia Astro MY AOD Favourite Awards: Nữ Diễn viên được yêu thích nhất | Công chúa giá đáo                     | Đoạt giải |           |
| 2010 | Malaysia Astro MY AOD Favourite Awards: Top 10 Nhân vật được yêu thích nhất | Công chúa giá đáo                     | Đoạt giải |           |
| 2011 | Singapore StarHub TVB Award: Nữ Diễn viên xuất sắc nhất | Công chúa giá đáo                     | Đoạt giải |           |
| 2011 | Singapore StarHub TVB Award: Cặp Đôi Màn Bạc được yêu thích nhất với Trần Hào | Công chúa giá đáo                     | Đoạt giải |           |
| 2011 | Singapore StarHub TVB Award: Nhân vật nữ được yêu thích | Công chúa giá đáo                     | Đoạt giải |           |
| 2011 | Liên hoan Phim truyền hình Quốc tế Seoul: Diễn viên Hong Kong được yêu thích nhất                                                                                                   | Công chúa giá đáo                     | Đoạt giải |           |
| 2011 | Giải Next TV Awards Hạng 1 |                                       | Đoạt giải |           |
| 2011 | 16th Asian Television Award: Nữ Diễn viên chính xuất sắc nhất | Công chúa giá đáo                     | Đoạt giải |           |
| 2012 | Giải Next TV Awards Hạng 2 |                                       | Đoạt giải |           |
| 2012 | Giải Next TV Awards: GlamSmile Nụ cười đẹp nhất |                                       | Đoạt giải |           |
| 2012 | Singapore StarHub TVB Award: Nhân vật nữ được yêu thích | Thiên và địa                          | Đoạt giải |           |
| 2012 | Cosmo Beauty Award 2012: Nghệ sĩ Thanh Lịch |                                       | Đoạt giải |           |
| 2012 | Yahoo Award: Nữ Diễn viên TVB xuất sắc nhất | Thiên và địa                          | Đoạt giải |           |
| 2013 | Marie Clare Magazine: Fashion Icon |                                       | Đoạt giải |           |
| 2014 | Singapore Starhub TVB Award: Nữ Diễn viên chính được yêu thích nhất | Sứ đồ hành giả                        | Đoạt giải |           |
| 2014 | Singapore Starhub TVB Award: Nhân vật nữ được yêu thích | Sứ đồ hành giả                        | Đoạt giải |           |
| 2014 | TVB Astro Star Award Malaysia: Nữ Diễn viên chính được yêu thích nhất | Sứ đồ hành giả                        | Đoạt giải |           |
| 2014 | TVB Astro Star Award Malaysia: Nhân vật nữ được yêu thích | Sứ đồ hành giả                        | Đoạt giải |           |
| 2014 | TVB Astro Star Award Malaysia: Cặp đôi màn bạc được yêu thích nhất (với Lâm Phong)                                                                                                  | Sứ đồ hành giả                        | Đoạt giải |           |
| 2014 | TVB Weekly Brand Award: Nữ hoàng Quảng Cáo |                                       | Đoạt giải |           |
| 2014 | Yahoo Buzz Asia Award: Nghệ sĩ Được Tìm Kiếm Nhiều Nhất Trên Trang Xã Hội Yahoo |                                       | Đoạt giải |           |
| 2014 | Nữ Diễn viên chính xuất sắc nhất TVB 47th | Sứ đồ hành giả                        | Đoạt giải |           |
| 2014 | Nhân vật nữ được yêu thích TVB 47th | Sứ đồ hành giả                        | Đoạt giải |           |
| 2014 | Nữ Diễn viên TVB Nổi Tiếng Ở Đại Lục |                                       | Đoạt giải |           |
| 2015 | Giải Hoa Đỉnh lần thứ 15: Nữ diễn viên truyền hình xuất sắc nhất Trung Quốc | Sứ đồ hành giả                        | Đoạt giải |           |
| 2015 | Nữ Diễn viên Có Sức Ảnh Hưởng Trên Mạng Xã Hội Weibo | Sứ đồ hành giả                        | Đoạt giải |           |
| 2015 | Cặp Đôi được yêu thích trên Weibo (Cùng Với Lâm Phong) | Sứ đồ hành giả                        | Đoạt giải |           |
| 2018 | Sohu Fashion Award 2018: Ngôi sao phim truyền hình quốc gia của năm |                                       | Đoạt giải |           |
| 2018 | Giải Quốc Kịch Thịnh Điển: Nữ diễn viên có diễn xuất đột phá nhất năm | Diên Hi công lược                     | Đoạt giải |           |
| 2018 | Nữ thần của năm trên Weibo |                                       | Đoạt giải |           |
| 2018 | Top 3 Nghệ sĩ có nhân khí và được tìm kiếm nhiều nhất Weibo 2018 |                                       | Đoạt giải |           |
| 2019 | Weibo Starlight Awards: Nữ diễn viên quyền lực thường niên Weibo |                                       | Đoạt giải |           |
| 2019 | Weibo Account Festival in Japan: Nữ diễn viên quyền lực nhất Trung Quốc tại Nhật Bản                                                                                                |                                       | Đoạt giải |           |
| 2020 | Golden Angel TV Award (Liên hoan phim truyền hình Trung Mỹ): Nữ diễn viên chính xuất sắc nhất                                                                                       | Bên tóc mai không phải hải đường hồng | Đoạt giải |           |
| 2023 | - Nữ diễn viên chính xuất sắc nhất (Thị Hậu TVB) - Nữ diễn viên được yêu thích nhất Malaysia - Nữ diễn viên được yêu thích nhất khu vực Vịnh Lớn (gồm Hong Kong, Macau, Quảng Đông) | Nữ Hoàng Tin Tức                      | Đoạt giải |           |
| 2023 | Diễn viên nổi bật của năm tại Đêm hội Weibo | Nữ Hoàng Tin Tức                      | Đoạt giải |           |
| 2024 | Content Asia Awards 2024 | Nữ Hoàng Tin Tức                      | Đoạt giải |           |
| 2024 | "Phụ nữ của năm" InStyle - Women Of Times THƯỢNG HẢI |                                       | Đoạt giải |           |
| 2024 | Diễn Viên Xuất Sắc Của Năm - Đêm hội tầm nhìn Weibo 2024 |                                       | Đoạt giải |           |
| 2024 | NỮ DIỄN VIÊN CHÍNH XUẤT SẮC NHẤT - Giải thưởng Truyền hình Châu Á ATA lần thứ 29 | Nữ Hoàng Tin Tức                      | Đoạt giải |           |

## Kỷ lục
Xa Thi Mạn là nữ diễn viên giành được nhiều Giải thưởng thường niên TVB nhất với 14 lần. Ngoài ra cô còn đạt được kỉ lục:
- Nữ diễn viên Hoa Ngữ đầu tiên 2 lần nhận giải Thị Hậu châu Á ATA (2011, 2024)
- Nữ diễn viên đầu tiên đạt 3 giải Thị Hậu TVB với Phụng Hoàng Lâu (2006), Sứ Đồ Hành Giả (2014), Nữ Hoàng Tin Tức (2023)
- Nữ diễn viên giành được nhiều Giải thưởng thường niên TVB cho Nữ diễn viên chính xuất sắc nhất với 3 lần (2006, 2014, 2023) cùng với Uông Minh Thuyên (2001, 2005), Đặng Tụy Văn (2009, 2010) và Hồ Định Hân (2015, 2016).
- Nữ diễn viên có nhiều đề cử Giải thưởng thường niên TVB cho Nữ diễn viên chính xuất sắc nhất với 10 lần (cùng với Tuyên Huyên).
- Nữ diễn viên giành được nhiều Giải thưởng thường niên TVB cho Nữ nhân vật được yêu thích nhất với 3 lần (2006, 2010, 2014).
- Nữ diễn viên có nhiều đề cử Giải thưởng thường niên TVB cho Nữ nhân vật được yêu thích nhất với 7 lần (2006-2010, 2012, 2014; cùng với Chung Gia Hân).
- Nữ diễn viên đầu tiên giành được danh hiệu "Double TV Queen" (danh hiệu tôn vinh nữ diễn viên giành được giải Nữ diễn viên chính xuất sắc nhất và Nữ nhân vật được yêu thích nhất trong cùng một năm). Xa Thi Mạn cũng là nữ diễn viên duy nhất giành danh hiệu này hai lần (2006, 2014).
- Nữ diễn viên đầu tiên và duy nhất nhận được hai đề cử trong top 5 dành cho Nữ nhân vật được yêu thích nhất trong cùng một năm (2009).
- Nữ diễn châu Á đầu tiên được mệnh danh là 'Lục Khoa Thị Hậu': đạt Nữ diễn viên xuất sắc nhất cho cùng một vai diễn tại Hồng Kông, Ma Cao, Trung Quốc, Malaysia, Singapore... (Sứ Đồ Hành Giả - 2014).